# Jordan Bell
Jordan Bell (Los Angeles, 7 de janeiro de 1995) é um basquetebolista profissional norte-americano que atualmente joga pelo Guangzhou Long-Lions, da China.
Bell foi selecionado pelo Chicago Bulls na 38ª posição, na segunda rodada do draft da NBA de 2017, foi imediatamente trocado para o Golden State Warriors, que comprou a escolha do Bulls.

## Estatísticas na NBA
| † | Campeão da temporada da NBA |

### Temporada Regular
| Ano      | Equipe     | PJ  | PT | MPJ  | AP   | 3P   | LL    | RT  | AS  | BR  | TO  | PPJ |
| -------- | ---------- | --- | -- | ---- | ---- | ---- | ----- | --- | --- | --- | --- | --- |
| 2017–18  | Warriors†  | 57  | 13 | 14.2 | .627 | .000 | .682  | 3.6 | 1.8 | 0.6 | 1.0 | 4.6 |
| 2018–19  | Warriors   | 68  | 3  | 11.6 | .516 | .000 | .610  | 2.7 | 1.1 | 0.3 | 0.8 | 3.3 |
| 2019–20  | Minnesota  | 27  | 0  | 8.7  | .533 | .222 | .568  | 2.9 | 0.5 | 0.1 | 0.4 | 3.1 |
| 2019–20  | Memphis    | 2   | 0  | 10.5 | .429 | .667 | 1.000 | 1.5 | 1.0 | 0.5 | 0.0 | 5.0 |
| 2020–21  | Washington | 5   | 1  | 13.4 | .350 | .000 | —     | 3.8 | 1.0 | 0.6 | 0.6 | 2.8 |
| 2020–21  | Warriors   | 1   | 0  | 15.0 | .000 | —    | .500  | 5.0 | 2.0 | 0.0 | 2.0 | 1.0 |
| 2021–22  | Chicago    | 1   | 0  | 2.0  | —    | —    | —     | 1.0 | 0.0 | 1.0 | 0.0 | 0.0 |
| Carreira |            | 161 | 17 | 12.0 | .552 | .200 | .636  | 3.1 | 1.2 | 0.4 | 0.8 | 3.7 |

### Playoffs
| Ano      | Equipe    | PJ | PT | MPJ  | AP   | 3P   | LL   | RT  | AS  | BR  | TO  | PPJ |
| -------- | --------- | -- | -- | ---- | ---- | ---- | ---- | --- | --- | --- | --- | --- |
| 2018     | Warriors† | 17 | 0  | 10.2 | .531 | .000 | .500 | 2.8 | 0.9 | 0.4 | 0.5 | 2.4 |
| 2019     | Warriors  | 15 | 2  | 7.1  | .548 | .000 | .700 | 1.3 | 0.7 | 0.3 | 0.5 | 2.7 |
| Carreira |           | 32 | 2  | 8.7  | .540 | .000 | .583 | 2.1 | 0.8 | 0.3 | 0.5 | 2.6 |